# Calodesma maculifrons
Calodesma maculifrons là một loài bướm đêm thuộc phân họ Arctiinae, họ Erebidae.